# Ampia
La lex Ampia o Ampia Labiena va ser una llei de l'antiga Roma establerta a proposta de Tit Ampi Balb i Tit Labiè, tribuns de la plebs l'any 64 aC, quan eren cònsols Luci Afrani i Quint Cecili Metel.
Per aquesta llei Gneu Pompeu va poder portar una corona d'or i altres ornaments triomfals als Ludi Circenses i a altres espectacles, i al teatre amb la mateixa corona i la toga pretexta. Pompeu només va utilitzar aquest privilegi una sola vegada.